# Helena Rüegg
Helena Rüegg (* 1959 in Zürich) ist eine deutsche Bandoneonistin, Schauspielerin und Autorin.
Rüegg absolvierte eine Schauspielausbildung an der Neuen Münchner Schauspielschule und hatte Engagements u. a. am Residenztheater München, am Stadttheater Basel und am Schauspielhaus Bochum (u. a. als Luise in Kabale und Liebe und Lena in Leonce und Lena). In Buenos Aires studierte sie Bandoneon bei Rodolfo Mederos. Sie war Mitglied in Juan José Mosalinis Gran Orquesta de Tango und trat als Solistin mit dem BBC Symphony Orchestra in der Royal Albert Hall auf.
Mit dem argentinischen Gitarristen Quique Sinesi und gelegentlich mit Winfried Holzenkamp bildet Rüegg das Duo bzw. Trio Siru Tangjazzo, in dessen Programmen Stücke des klassischen Tango und des Tango Nuevo mit eigenen Kompositionen und Improvisationen kontrastieren. Weiterhin ist sie Mitglied im Quartett des Pianisten Gabriel Vallejo (mit dem Cellisten Stephan Breith und dem Kontrabassisten Winfried Holzenkamp). Mit dem Duo Tango Sensation (mit dem Gitarristen Christian Kiefer) führt Rüegg in einem Programm durch 100 Jahre Tangogeschichte und führt Kompositionen von Astor Piazzolla, Isaac Albéniz und Igor Strawinsky, Aníbal Troilo und Horacio Salgán auf.
1997 trat Rüegg im Prinzregenttheater in Bochum in Eckard Koltermanns Kammeroper Der Ungeheure Raum nach Texten von E. E. Cummings in der Regie von Sibylle Broll-Pape auf. Sie singt auch in Koltermanns Jazzensemble Collage 11.
Als Solistin reist Rüegg mit einem  Gesprächskonzert, in dem sie die Geschichte des Tango erzählt. Außerdem gibt sie auch Liederabende mit jiddischen Liedern (Jefet, erzähl!, Von  Luftmenschen und Goldenen Pfauen, 2007). Weiterhin komponierte und interpretierte sie Musik zu verschiedenen Lesungen u. a. mit Peter Lieck und Bernt Hahn (Marcel Proust: A la recherche du temps perdu), Monica Bleibtreu (Asche, Asche, Gedichte von Alejandra Pizarnik) und Rufus Beck (M. A. Numminen: Tango, meine Leidenschaft).
1990 veröffentlichte Rüegg im Ravensburger Buchverlag den historischen Jugendroman Liese Litt. In den Folgejahren arbeitete sie als Autorin und Produzentin von Musiksendungen u. a. für den Westdeutschen Rundfunk. Mit Arne Birkenstock verfasste sie das Buch Tango, Geschichte und Geschichten, das 1999 erschien und seither mehrere Auflagen erlebte.

## Diskografie
- Collage 11, 1991
- On Children Street, 1996
- Tiempos Viejos, 1997
- Adiós Buenos Aires, 1999
- Ciudad Triste, 2001
- Café 1930, S2002
- Un Nuevo Comienzo, 2007

## Bücher
- Liese Litt, Roman, 1990
- Arne Birkenstock; Helena Rüegg: Tango, Geschichte und Geschichten, DTV 1999
- Musiker im Untergrund – Eine Klangreise durch die Pariser Metro, 2007
- Im Spiegel der Epochen – Die Kunst der Improvisation, 2008
- Magier der tiefen Töne – der Tuba- und Serpentvirtuose Michel Godard, 2008
- La Petite Jérusalem – jüdisches Musik- und Kulturleben in Paris, 2008